# Теопласт (епископ Женевы)
Теопласт (Теоласт; лат. Theoplastus или Theolastus; V век) — епископ Женевы в 470-х годах.

## Биография
Основной исторический источник о Теопласте — письмо к нему его современника Сидония Аполлинария.
О происхождении и ранних годах жизни Теопласта сведений не сохранилось. Также точно не установлено, когда он взошёл на епископскую кафедру в Женеве. В средневековых списках глав Женевской епархии (в том числе, в наиболее раннем из сохранившихся каталогов, созданном в XI веке при епископе Фредерике) ближайшими предшественниками Теопласта названы Элевтерий, Кассиан, Сальвиан, Доминий и Диоген, о которых ничего не сообщается. В то же время в этих списках не упоминаются два женевских епископа — Исаак и святой Салоний I, о существовании которых известно из современных им источников. На этом основании предшествовавшим Теопласту достоверно установленным епископом Женевы считается святой Салоний I, последнее упоминание о котором относится к периоду между 449 и 461 годами.
К Теопласту было обращено послание, написанное епископом Клермона Сидонием Аполлинарием в 470-х годах. В нём тот просил адресата оказать покровительство и содействие некоему Донидию, приехавшему ко двору неназванного по имени правителя. Хотя Сидоний Аполлинарий не указал местонахождение епископской кафедры Теопласта, предполагается, что в документе речь идёт о Женеве, в то время наряду в Лионом и Вьеном бывшей одной из столиц королевства бургундов.
Возможно, Теопласт тождественен одноимённому адресату послания священника Люцидия, отрицавшего доктрину святого Аврелия Августина о предопределении и вступившего из-за этого в конфликт со своим епископом Фаустом Рьезским. По повелению епископа Арля Леонтия для решения спора двух священнослужителей в 474 или 475 году был созван синод, незадолго до проведения которого Люцидий написал послание в поддержку своей точки зрения. Среди получивших этот документ персон был и епископ Теопласт.
Предполагается, что Теопласт по инициативе своего митрополита Мамерта Вьенского ввёл в Женевской епархии обычай праздновать молитвенный день.
Следующим после Теопласта известным женевским епископом был живший в конце V века Домициан.